# 拉克鲁瓦西耶
拉克鲁瓦西耶（法語：La Croisille，法語發音：[la kʁwazij]）是法国厄尔省的一个市镇，属于埃夫勒区。

## 地理
拉克鲁瓦西耶（48°58'58"N, 0°58'39"E）面积5.4 平方千米，位于法国诺曼底大区厄尔省，该省份为法国北部内陆省份，北起滨海塞纳省，西接奧恩省和卡爾瓦多斯省，南至厄尔-卢瓦省，东临瓦兹省、瓦兹河谷省和伊夫林省。
与拉克鲁瓦西耶接壤的市镇（或旧市镇、城区）包括：费里耶尔欧克洛谢、格利索勒、波尔泰、勒瓦勒多雷。

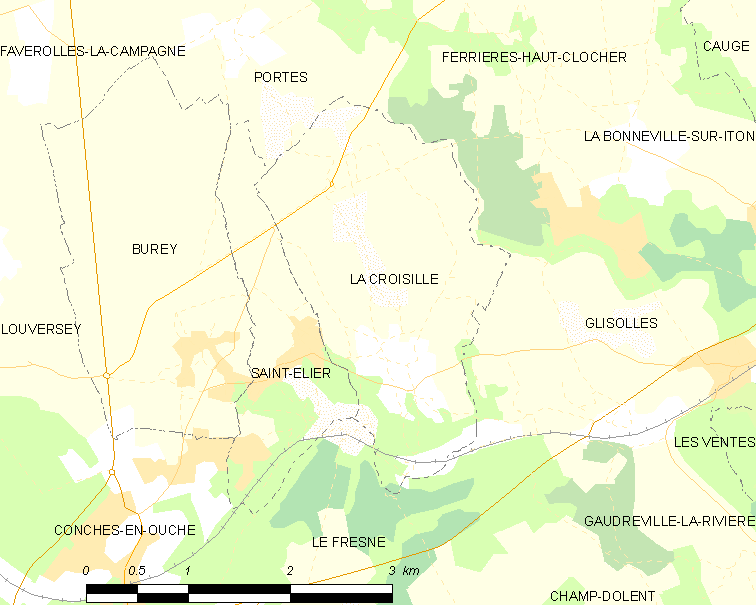
拉克鲁瓦西耶的OSM定位图

拉克鲁瓦西耶的时区为UTC+01:00、UTC+02:00（夏令时）。

## 行政
拉克鲁瓦西耶的邮政编码为27190，INSEE市镇编码为27189。

## 政治
拉克鲁瓦西耶所属的省级选区为乌什地区孔什县。

## 人口

1962-2008年间拉克鲁瓦西耶人口变化图示

拉克鲁瓦西耶于2022年1月1日时的人口数量为409人。